# Stanîmîr, Peremîșleanî
Stanîmîr (în ucraineană Станимир) este localitatea de reședință a comunei Stanîmîr din raionul Peremîșleanî, regiunea Liov, Ucraina.

## Demografie
Componența lingvistică a localității Stanîmîr
     Ucraineană (100%)
Conform recensământului din 2001, toată populația localității Stanîmîr era vorbitoare de ucraineană (100%).